# Mineralöl
Der Begriff Mineralöl wird im weiteren Sinne gleichbedeutend mit Erdöl verwendet. Mit Mineralölprodukten sind in der Regel Erdölprodukte gemeint.
Der Begriff Mineralöl wurde Ende des 18. Jahrhunderts zur Unterscheidung des aus unterirdischen Lagerstätten gewonnenen Öls von Pflanzenölen eingeführt.
Mineralöle im engeren Sinne sind die durch Destillation von Erdöl hergestellten Grundöle. Seit Mitte des 20. Jahrhunderts werden synthetische Öle aus Erdgas oder der Holz- und Kohlevergasung hergestellt, die den mineralischen Ölen in der Zusammensetzung ähneln. Auch bestimmte verfeinerte Grundöle werden als synthetisches Öl bezeichnet.
Im Gegensatz zu Fetten und fetten Ölen (Triglyceride, auch Trifettsäureester des Glycerins) bestehen die in ihren physikalischen Eigenschaften ähnlichen Mineralöle und Mineralfette aus paraffinischen (gesättigte kettenförmige Kohlenwasserstoffe), naphthenischen (gesättigte ringförmige Kohlenwasserstoffe) und aromatischen (ringförmige Kohlenwasserstoffe mit aromatischem Doppelbindungssystem) Bestandteilen. Mineralöle enthalten daneben auch noch Alkene (Olefine) sowie je nach Provenienz schwankende geringe Mengen an schwefelhaltigen und stickstoffhaltigen organischen Verbindungen.

## Erdölprodukte

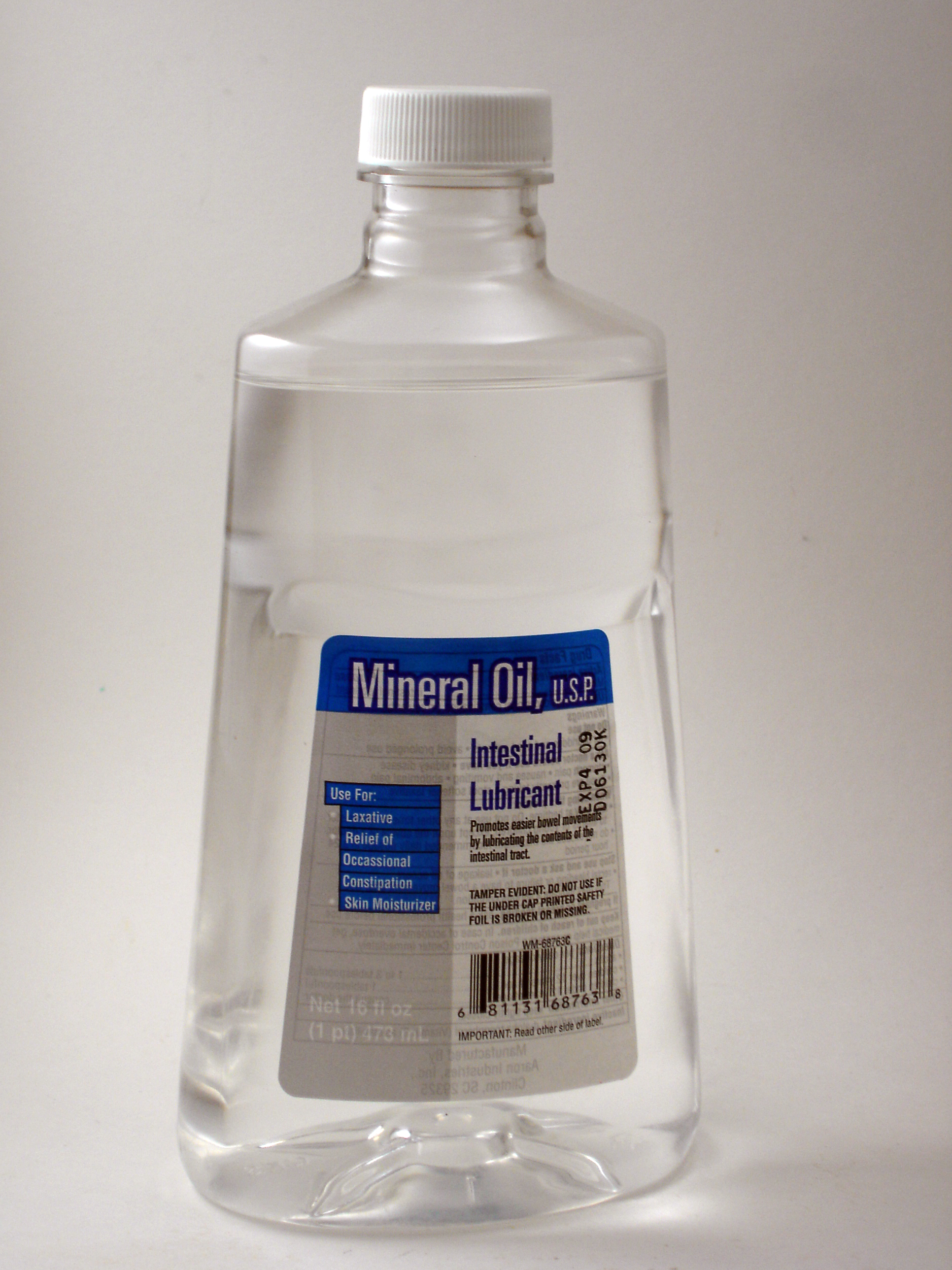
Flasche mit Weißöl (englisch „Mineral Oil“), auch Paraffinöl genannt.

Mineralöle fallen oft als Nebenprodukte bei der Fraktionierung von Erdöl zu Kraftstoff und Lösungsmitteln an.
Auch hochraffinierte medizinische Weißöle für Anwendungen in der Kosmetik und in der Medizin zählen zu den Mineralölen, bestehen dann aber praktisch ausschließlich aus Alkanen und Cycloalkanen, also gesättigten Kohlenwasserstoffen. Die anderen Bestandteile wurden zuvor aus der entsprechenden Erdölfraktion durch katalytische Hydrierung, Oleum-Raffination oder andere technische Verfahren entfernt. Paraffinöl für die Hautkosmetik und Paraffin für Kerzen bestehen aus einem Gemisch nahezu reiner Alkane.
Als Rückstand der Mineralöl-Rektifikation bleibt Bitumen. Es wird überwiegend als Bindemittel im Asphalt für den Straßen- und Wegebau oder nach Weiterverarbeitung als Dichtungs- und Klebemasse für diverse Anwendungen im Hoch- und Tiefbau verwendet. Alternativ dazu können aus dem Bitumen in der Raffinerie durch verschiedene Crackverfahren auch kurzkettige Kohlenwasserstoffe und damit höherwertige Produkte erzeugt werden.

## Sonstiges
Zum Nachweis von Mineralölen in Wasser wird Öltestpapier eingesetzt.
Der englische Begriff Mineral Oil wird im engeren Sinn meist in Weißöl übersetzt.
Um die vom Öl ausgehenden Gefahren zu mindern, wurden Anfang des 19. Jahrhunderts baupolizeiliche Verordnungen hinsichtlich zur Brandverhütung in Textform erlassen. Beispielsweise erließ die herzoglich-nassauische Regierung im November 1826 eine solche Verordnung für ihr Herrschaftsgebiet. Der Ort und die Art der Aufbewahrung musste dem Ortsschultheißen angezeigt werden, welcher eine polizeiliche Aufsicht veranlassen konnte.